# Liste der Winterstürme auf den Britischen Inseln 2016–17
Die Liste der Winterstürme auf den Britischen Inseln 2016–17 nennt die Stürme, die im zweiten Jahrgang der gemeinsamen Benennung von Winterstürmen durch das britische Met Office und Irlands Met Éireann Auswirkungen auf den Britischen Inseln hatten.

## Hintergrund
Im Jahr 2015 gaben Met Office und Met Éireann ein gemeinsames Pilotprojekt bekannt, nach dem Sturmwarnungen mit Namen versehen werden sollten; gleichzeitig wurde die Bevölkerung gebeten, im Rahmen der Aktion Name our Storms Namensvorschläge einzureichen. Erstmals für die Wintersaison 2015–16 wurde eine Namensliste veröffentlicht, die auf sowohl im Vereinigten Königreich als auch in Irland üblichen Vornamen basierte. Am 19. September 2016 wurde für die Wintersaison 2016–17 eine neue Namensliste bekanntgegeben. Namen werden im Vereinigten Königreich dann vergeben, sobald ein Sturm in den Warnungen des National Severe Weather Warning Service in der Stufe „amber“ ('sei vorbereitet') oder „rot“ ('ergreife Maßnahmen') bewertet wird.
Die folgenden Namen wurden für benannte Stürme benutzt:
Angus, Barbara, Conor, Doris, Ewan

## Stürme

### Angus
Sturm Angus erhielt seinen Namen am 19. November, als absehbar war, dass der Süden und Südosten Englands und insbesondere die Kanalküste am 20. November am stärksten von dem nordostwärts ziehenden Sturm betroffen sein würde. In Frankreich, Deutschland, Belgien und den Niederlanden war der Sturm unter dem Namen „Nannette“ bekannt. Die Kanalinsel Guernsey verzeichnete Windgeschwindigkeiten in Orkanstärke, und die stärkste Windbö seit 1990, dem Jahr, aus dem der Rekord stammt.
Mehr als 1000 Häuser im Südwesten Englands hatten zeitweise keinen elektrischen Strom, zumeist in Devon. Wegen Überflutung wurden Bewohner bei South Molton, Devon evakuiert. Weitere Überflutungen wurden berichtet in Braunton und Bradiford, Devon sowie bei Swanage in Dorset. Starkwind beeinträchtigte den Zugverkehr im Südosten Englands sowie den Kanalfährverkehr im Hafen von Dover, und eine Laufsportveranstaltung in Brighton wurde abgesagt.
National Grid meldete, dass vermutlich der Anker eines Schiffs vier der acht Kabel der HGÜ-Cross-Channel-Verbindung beschädigte, wodurch die Hälfte der Übertragungskapazität verloren ging.
Eine Frau, die mit dem Hubschrauber aus der aufgewühlten See bei Folkestone gerettet wurde, starb später im Krankenhaus. Ein Rentner wurde drei Tage nach dem Sturm tot in seinem Auto gefunden, das vom Hochwasser am River Ogmore mitgerissen wurde.

### Barbara
Sturm Barbara wurde am 20. Dezember benannt.
In Nordirland verursachten die Auswirkungen des Sturmes Stromausfälle in etwa 1000 Haushalten. Teile des Daches einer Schule in Rhosgadfan bei Caernarfon, Gwynedd wurden beschädigt. In Wales waren von Stromausfällen mehrere hundert Haushalte betroffen.

### Conor
Sturm Conor wurde am 23. Dezember benannt, drei Tage nach Barbara, weil für einen Großteil der Northern Isles und Norden von Caithness für den Weihnachtstag die Warnstufe „amber“ angekündigt wurde. Durch den Sturn gab es Stromausfälle für hunderte von Haushalten auf den Shetlandinseln und anderen Teilen Schottlands.

### Doris

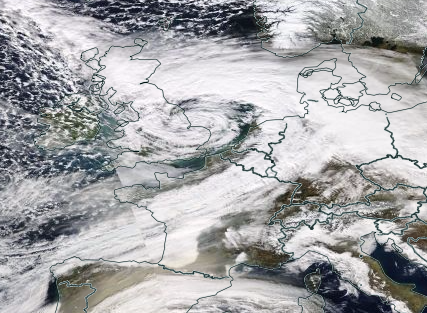
Satellitenbild von Doris

Sturm Doris erhielt seinen Namen am 21. Februar und hatte am 23. Februar Auswirkungen auf Irland, das Vereinigte Königreich und die Niederlande. Eine Spitzenbö von 94 mph (151 km/h) wurde in Capel Curig, Wales gemessen. Bei der Annäherung an die Britischen Inseln intensivierte sich der Sturm explosiv, weil der Zentralluftdruck des Systems binnen 24 Stunden um mehr als 24 hPa fiel, nämlich auf 974 hPa.
In Wolverhampton töteten herabfallende Trümmer eine Frau, und in Swindon wurde eine Frau von einer Kehrmaschine überfahren, nachdem der Wind ihren leeren Kinderwagen auf die Straße blies und sie ihm folgte. Ein Mann starb am 26. Februar an den Verletzungen, die er sich zugezogen hatte, als ein umstürzender Baum auf das Auto fiel, in dem er sich befand. Eine Schülerin wurde schwer verletzt, als durch den Sturm eine Überdachung an ihrer Schule in Milton Keynes herabstürzte. Flybe-Flug 1284 von Edinburgh nach Amsterdam machte auf dem Luchthaven Schiphol Bruchlandung, weil das rechte hintere Fahrwerk kollabierte; bei dem Unfall gab es keine Verletzten.
Durch Schneefall und Regen wurde auch der Verkehr auf Straße, Schiene und in der Luft beeinträchtigt, und es kam zu Stromausfällen.

### Ewan
Sturm Ewan erhielt seinen Namen am 25. Februar durch Met Éireann und traf am 27. Februar auf die Insel. Ewan konnte sich nicht wirklich vertiefen, sodass der Sachschaden durch starken Wind in Irland auf die Südküste beschränkt blieb.

## Saisonüberblick
Die nachfolgende Tabelle nennt alle Winterstürme, für die von den amtlichen Wetterdiensten auf den Britischen Inseln Namen vergeben wurden. Neben dem Namen ist auch die Dauer, die Spitzenbö außerhalb von Bergwetterstationen und niedrigste Luftdruck angegeben, allfällig auch die Zahl getöteter Personen und der aggregierte Sachschaden in Irland und dem Vereinigten Königreich. Die angegebenen Beträge sind in Pfund Sterling und Euro zu Preisen des Jahres 2016. Die Wintersaison 2016–17 wurde vom Rückversicherungsmakler Aon Benfield Ende Februar als „relativ ruhig“ bezeichnet.
| Angus             | 19.–20. November 2016                  | 106 mph (171 km/h) | 965 hPa | 2 |                     |
| Barbara           | 23.–24. Dezember 2016                  | 83 mph (134 km/h)  | 949 hPa | – |                     |
| Conor             | 25.–27. Dezember 2016                  | 83 mph (134 km/h)  | 949 hPa | – |                     |
| Doris             | 23. Februar 2017                       | 94 mph (151 km/h)  | 954 hPa | 3 | über €200 Millionen |
| Ewan              | 26. Februar 2017                       | 70 mph (119 km/h)  |         | – |                     |
| Saisonkennziffern |                                        |                    |         |   |                     |
| 5                 | 19. November 2016 bis 26. Februar 2017 | 106 mph (171 km/h) | 965 hPa | 5 | über €200 Millionen |

## Konkordanztafel der im Zeitraum von anderen europäischen Wetterdiensten benannten Stürme

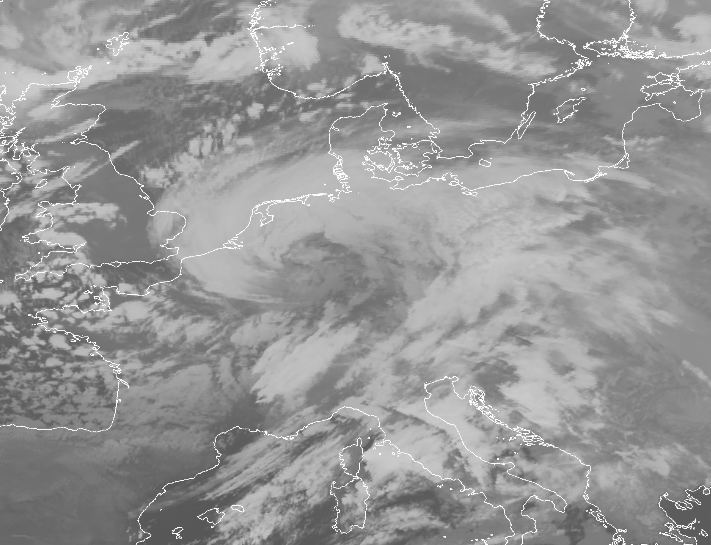
IR-Satellitenaunahme von Egon am 13. Januar 2017

Zwei Stürme der Wintersaison 2016/17 haben nach Angaben von PERILS AG eine Schadenssumme von mehr als €200 Millionen verursacht: die Orkane Egon und Thomas.
| - Rauli (Finnland), Janett (Freie Universität Berlin), 27. August 2016 - Angus (MetOffice/Met Éireann), Nannette (Freie Universität Berlin), 20. November 2016 - Barbara (MetOffice/Met Éireann), Antje (Freie Universität Berlin), 24. Dezember 2016 - Conor (MetOffice/Met Éireann), Barbara (Freie Universität Berlin), Urd (Norwegen), 26. Dezember 2016 - Axel (Freie Universität Berlin), 4.–5. Januar 2017 - Vidar (Norwegen) – wegen Sturmflut benannt, nicht wegen der Windstärke, Caius/Dieter (Freie Universität Berlin), Sturmflut an der britischen Ostküste, 12.–13. Januar 2017 - Egon (Freie Universität Berlin) 12.–13. Januar 2017 - Leiv (Freie Universität Berlin), 3.–4. Februar 2017 (inkl. Kurt, Marcel) - Doris (MetOffice/Met Éireann), Thomas (Freie Universität Berlin), 23. Februar 2017 - Ewan (MetOffice/Met Éireann), Udo III-Volkmar (Freie Universität Berlin, 26.–27. Februar 2017) - Zeus (†), unbenannt (Freie Universität Berlin), Zeus-Yannik (Perils), 6. März 2017 |

(† Zeus wurde nicht durch einen nationalen Wetterdienst benannt, aber von der französischen Presse verbreitet verwendet, vermutlich handelt es sich um einen unzutreffenden Bezug auf ein anderes von der Freien Universität Berlin benanntes Tiefdruckgebiet.)

## Belege
1. ↑  Met Éireann Weather Warning System Explained. Met Éireann, abgerufen am 2. Januar 2016 (englisch).
2. ↑  Nigel and Steve among new storm names. In: BBC News. British Broadcasting Corporation, 20. Oktober 2015, abgerufen am 17. April 2017 (englisch).
3. ↑   UK Storm Centre (Memento des Originals vom 3. Oktober 2016 im Internet Archive), Met Office, 19. September 2016 (englisch).  Info: Der Archivlink wurde automatisch eingesetzt und noch nicht geprüft. Bitte prüfe Original- und Archivlink gemäß Anleitung und entferne dann diesen Hinweis.
4. 1 2   Cargo ship hits barge in Storm Angus In: BBC News, British Broadcasting Corporation, 20. November 2016. Abgerufen am 17. April 2017 (englisch).
5. ↑   Angus the first named storm of autumn 2016 In: Official blog of the Met Office news team, Met Office, 19. November 2016 (englisch).
6. ↑  Anders Brandt:  Her ramte stormen 'Angus' med vindstød af orkanstyrke, TV2, 20. November 2016. Abgerufen am 21. November 2016 (dänisch).
7. ↑   Channel Islands battered by hurricane force winds overnight In: ITV News. Abgerufen am 2. März 2017 (englisch).
8. ↑  Andrew Ward:  UK grid loses half the power from link to France, Financial Times, 29. November 2016 (englisch).
9. ↑   UK weather: Woman dies after being winched from the sea as Storm Angus batters Britain In: The Daily Telegraph, 22. November 2016. Abgerufen am 17. April 2017 (englisch).
10. ↑   Storm Angus: Body found in search for pensioner after flood In: Sky News, 23. November 2016. Abgerufen am 27. Februar 2017 (englisch).
11. ↑   Storm Barbara – latest forecast & updates (Memento des Originals vom 27. Dezember 2016 im Internet Archive), 26. Dezember 2016 (englisch).  Info: Der Archivlink wurde automatisch eingesetzt und noch nicht geprüft. Bitte prüfe Original- und Archivlink gemäß Anleitung und entferne dann diesen Hinweis.
12. ↑   Amber Storm Barbara warning for Scotland In: BBC News, British Broadcasting Corporation, 19. April 2017. Abgerufen am 20. Dezember 2016 (englisch).
13. ↑   Storm Barbara brings travel disruption to Wales In: BBC News, British Broadcasting Corporation, 19. April 2017. Abgerufen am 26. Dezember 2016 (englisch).
14. ↑   Disruption as Storm Barbara starts moving across Scotland In: BBC News, British Broadcasting Corporation, 23. Dezember 2016. Abgerufen am 17. April 2017 (englisch).
15. ↑  Global Catastrophe Recap. (PDF, 647 kB) AON Benfield, abgerufen am 18. März 2017 (englisch).
16. ↑  Storm Doris – Met Office Barometer. Met Office, archiviert vom Original am 22. Februar 2017; abgerufen am 21. Februar 2017 (englisch).  Info: Der Archivlink wurde automatisch eingesetzt und noch nicht geprüft. Bitte prüfe Original- und Archivlink gemäß Anleitung und entferne dann diesen Hinweis.
17. ↑  Storm Doris 'weather bomb' brings snow, gales and travel disruption – live updates. The Guardian, 23. Februar 2017, abgerufen am 23. Februar 2017 (englisch).
18. ↑   Storm Doris: Almost 50,000 without power, air and rail passengers stranded as extreme wind and rain batter Ireland In: Irish Independent, 23. Februar 2017 (englisch).
19. ↑  Storm Doris winds reach 94mph in Wales. In: BBC News. Abgerufen am 23. Februar 2017.
20. ↑  February’s Storm Doris weather bombs Great Britain. NOAA, abgerufen am 2. März 2017.
21. ↑   European windstorm Thomas/Doris could be costliest of season In: Artemis, Steve Evans Ltd., 24. Februar 2017. Abgerufen am 2. März 2017 (englisch).
22. ↑  Tom Di Liberto:  February’s Storm Doris weather bombs Great Britain, National Oceanic and Atmospheric Administration, 1. März 2017. Abgerufen am 27. März 2017 (englisch).
23. 1 2 3   Storm Doris: Woman killed as UK hit by winds reaching 94mph In: BBC News, British Broadcasting Corporation, 23. Februar 2017. Abgerufen am 24. Februar 2017 (englisch).
24. ↑  Robert Booth:  Woman killed by falling debris as Storm Doris causes chaos across UK In: The Guardian, 23. Februar 2017. Abgerufen am 24. Februar 2017 (englisch).
25. ↑  Anthony Bond:  Young mum killed 'after Storm Doris winds blow her into road' and she is hit by road-sweeper, Mirror, 24. Februar 2017 (englisch).
26. ↑   Man dies after tree fell on car during Storm Doris In: BBC News, British Broadcasting Corporation, 27. Februar 2017 (englisch).
27. ↑  Girl seriously injured in sports hall ceiling collapse. In: BBC News. 23. Februar 2017, abgerufen am 24. Februar 2017.
28. ↑  Simon Calder, Lucy Pasha-Robinson:  Flybe plane crash lands on runway at Amsterdam Schiphol airport In: The Independent, 23. Februar 2017. Abgerufen am 24. Februar 2017 (englisch).
29. ↑   Storm Doris 'weather bomb': 94mph winds, travel chaos and snow – live updates, The Guardian, 23. Februar 2017. Abgerufen am 19. April 2017 (englisch).
30. ↑  Storm Ewan to impact Ireland. In: Met Office. Abgerufen am 25. Februar 2017 (englisch).
31. ↑  Storm Ewan proves weaker than forecast as warnings withdrawn. Irish Times, 27. Februar 2017 (englisch).
32. ↑   European windstorm Thomas/Doris could be costliest of season In: Artemis, Steve Evans Ltd., 24. Februar 2017. Abgerufen am 17. April 2017 (englisch).
33. ↑   Cyclone Thomas / Doris insured loss seen at EUR213m by PERILS In: Artemis, Steve Evans Ltd., 6. April 2017 (englisch).
34. ↑   Electricity companies race to restore power to 75,000 homes, Yle, 28. August 2016. Abgerufen am 19. September 2016 (englisch).
35. ↑  Astrid Rommetveit:  Ekstremværet Urd treffer Sør-Norge mandag, 25. Dezember 2016 (norwegisch).
36. ↑   Satellitenfilm Orkantief Axel Januar 2017, DWD via Youtube, 5. Januar 2017
37. ↑   – Vannstanden blir enda høyere enn vi trodde In: NRK. Abgerufen am 12. Januar 2017 (norwegisch).
38. ↑  Storm Egon leaves two dead, thousands without power. The local, 13. Januar 2017.
39. ↑   Coupures d’électricité, rafales de vent : la tempête Leiv souffle sur le Sud-Ouest, Le Monde, 4. Februar 2017 (französisch).
40. ↑   Stromausfälle, verwehte Autos, eine Tote: Wetterbombe sorgt für Chaos in Europa In: FOCUS Online, 23. Februar 2017
41. ↑   Tempête Zeus: "Un hiver sans tempête, ça n'arrive jamais", explique un météorologue, 20minutes.fr, 6. März 2017 (französisch).
42. ↑  Analysis 6 March 2017. In: Adopt-A-Vortex. Freie Universität Berlin, abgerufen am 9. März 2017.
43. ↑   Losses Perils In: Perils, 6. März 2017. Abgerufen am 9. März 2017 (englisch).